# Impractical Jokers: The Movie
Impractical Jokers: The Movie je americká reality komedie z roku 2020, kterou režíroval Chris Henchy na motivy televizního seriálu Impractical Jokers. Ve filmu hrají Brian Quinn, James Murray, Sal Vulcano a Joe Gatto, známí také jako The Tenderloins. Do kin byl uveden 21. února 2020.

## Děj
V roce 1994 se na Staten Islandu skupina čtyř dospívajících kamarádů Joe Gatto, Sal Vulcano, James Murray a Brian Quinn proplíží na koncert Pauly Abdulové v přestrojení za členy ochranky. Omylem však koncert přeruší a následně zkazí. Zpěvačka čtveřici následně slíbí pomstu. Celý incident je přiměje stát se komiky a začít vystupovat veřejně.
O 25 let později, když už je čtveřice proslavená díky televiznímu pořadu Impractical Jokers, potkávají v restauraci Red Lobster zpěvačku Paulu Abdulovou. Ta se přizná, že je jejich velkým fanouškem, a pozve je na večírek do Miami. Omylem jim však dala pouze tři lístky místo čtyř, což znamená, že jeden člověk nemůže jít. Aby rozhodli, kdo bude vynechán, rozhodnou se vyrazit na cestu do Miami, kde spolu soutěží jako v původním pořadu. Kdo prohraje, lístek nedostane.
Jejich cesta je zavede například k Lincolnovu památníku, Myrtle Beach, do zázemí basketbalového klubu Atlanta Hawks a na koncert Jadena Smitha.
Poraženým se nakonec stává James, a tak musí zůstat, zatímco ostatní jdou na večírek. Následně se rozhodne proniknout na představení pomocí stejného převleku z roku 1994. To má za následek, že je Paula Abdulová pozná. Situace vyvrcholí potyčkou a chaosem. Druhý den Joe svým přátelům řekne, že dostal nabídku jet s Paulou Abdulovou na turné jako předskokan, ale odmítl ji. Protože se James na večírek vplížil, ostatní ho podrobili poslednímu trestu. Joe, Brian a Sal odletí zpět na Staten Island soukromým tryskáčem, zatímco James se veze připoutaný k hornímu křídlu kaskadérského letadla.

## Obsazení
- James Murray, Brian Quinn, Sal Vulcano, Joe Gatto, Paula Abdulová, Jaden Smith, a Joey Fatone jako sami sebe
- Kane Hodder jako bodyguard
- Will Ferrell jako číšník v restauraci
- Colin Jost jako Samuel

## Produkce a vydání
Film produkovali The Tenderloins, Chris Henchy, Buddy Enright a Jim Ziegler z Funny or Die. Výkonnými producenty filmu byli Mike Farah a Joe Farrell, Marissa Ronca, Chris Linn a Jack Rovner. Henchy uvedl, že o skupině Tenderloins poprvé slyšel, když jeho dcery sledovaly televizní pořad Impractical Jokers, a asi o dva týdny později ho kontaktoval jeho agent s nabídkou režírovat film.
Natáčení filmu začalo v květnu 2018 v New Yorku. Na rozdíl od televizního seriálu použili kameramani profesionální kvalitu zvuku a obrazu, aby film působil estetičtěji. Natáčení skončilo 5. června 2018.
Dne 20. září 2019 bylo oznámeno, že film bude uveden v roce 2020 prostřednictvím společnosti WarnerMedia. V prosinci společnost TruTV zveřejnila trailer a oznámila uvedení do vybraných kin 21. února 2020. Kvůli celostátnímu uzavření kin v souvislosti s pandemií Covidu-19 byl film uveden až 1. dubna 2020.

### Hodnocení a kritika
Film se dočkal vesměs nepříznivých recenzí, ale při rozpočtu 3 miliony dolarů vydělal 10 milionů.